# Limonium pseudodictyocladum
Limonium pseudodictyocladum är en triftväxtart som beskrevs av L.Llorens. Limonium pseudodictyocladum ingår i släktet rispar, och familjen triftväxter. Inga underarter finns listade i Catalogue of Life.